# Cukej Chotem
Cukej Chotem (hebrejsky: צוקי חטם) je skalní stupeň o nadmořské výšce 141 metrů v severním Izraeli.
Leží jihozápadním okraji pohoří Karmel, cca 30 kilometrů jihojihozápadně od centra Haify, nedaleko jižního okraje města Zichron Ja'akov. Má podobu strmého skalního útesu, který lemuje v severojižním směru západní okraj výšiny Ramat ha-Nadiv. K západu terén prudce klesá do pobřežní nížiny, kam odtud směřuje i menší vádí Nachal Timsach. Místo obsahuje četné archeologické nálezy. Například Churvat Akav (חרבת עקב), zvaná též Mansur al-Akav (מנצור אל-עקב). Lokalita je turisticky využívána a začleněna do přírodní rezervace Šmuret Chotem ha-Karmel, která tvoří nejzazší jihozápadní výběžek pohoří Karmel (Chotem ha-Karmel).